# أثناسيوس الثاني (بابا الإسكندرية)
 أثناسيوس الثاني  البابا الثامن والعشرون للكنيسة القبطية.
كان كاهنًا بالإسكندرية، اشتهر بالصلاح واستقامة الإيمان فسيم بطريركًا بعد وفاة البابا بطرس الثالث، وقد عُرف بأثناسيوس الصغير تمييزًا له عن أثناسيوس الكبير (الرسولي).
اشترك مع القيصر أناستاسيوس الأول في إعادة السلام في الشرق بوجه عام وفي مصر على وجه الخصوص بعد أن مزق مجمع خلقيدونية الكنيسة، الذي نفي فيه ديوسقورس بابا الإسكندرية أن السيد المسيح له طبيعة واحدة وأنه أقنوم واحد، وأن الاتحاد بين اللاهوت والناسوت بغير اختلاط ولا امتزاج ولا تغيير.
عاش البابا أثناسيوس فترة هدوء وسلام حتى توفي عام 497 م. ويعتبر يوم 20 توت وهو يوم وفاته، يوم القديس أثناسيوس الثاني في تقويم قديسي الكنيسة القبطية.